# Addington
Addington é uma cidade  localizada no estado norte-americano de Oklahoma, no Condado de Jefferson.

## Demografia
Segundo o censo norte-americano de 2000, a sua população era de 117 habitantes.
Em 2006, foi estimada uma população de 110, um decréscimo de 7 (-6.0%).

## Geografia
De acordo com o United States Census Bureau tem uma área de
0,6 km², dos quais 0,6 km² cobertos por terra e 0,0 km² cobertos por água.

## Localidades na vizinhança
O diagrama seguinte representa as localidades num raio de 20 km ao redor de Addington.